# دمیتری شوستاکوویچ
دمیتری دمیتری‌یویچ شوستاکُویچ (به روسی: Дми́трий Дми́триевич Шостако́вич) (تلفظ [ˈdmʲitrʲɪj ˈdmʲitrʲɪjɪvʲɪtɕ ʂəstɐˈkovʲɪtɕ] ()) (زادهٔ ۲۵ سپتامبر ۱۹۰۶ – درگذشتهٔ ۹ اوت ۱۹۷۵) آهنگساز روس دورهٔ شوروی بود. او، چه در زمان حیات خود و چه بعد از آن، به‌عنوان یکی از بزرگ‌ترین آهنگسازان سدهٔ بیستم شناخته می‌شد. شوستاکُویچ در بیشتر طول زندگی خود رابطهٔ پرفرازونشیبی با حزب کمونیست اتحاد شوروی و دستگاه‌های دولتی شوروی داشت. او از معدود هنرمندان شوروی است که شخص استالین بر آثارش نقد نوشت. موسیقی او به‌طور رسمی دو بار در سال ۱۹۳۶ و ۱۹۴۸ و به‌صورت دوره‌ای ممنوع اعلام شد.از وی به‌عنوان یکی از نوابغ هنر شوروی یاد می‌شود.

## زندگی

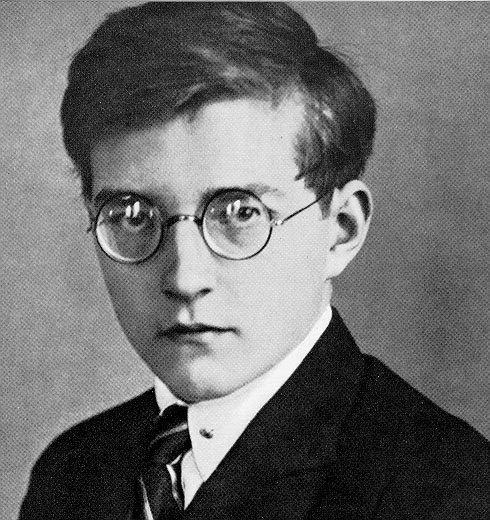
در سال ۱۹۲۵

شوستاکُویچ در شهر سن پترزبورگ روسیه به دنیا آمد و فرزند میانی از سه فرزند بولسلاویچ شوستاکُویچ و سوفیا واسیلیونا کوکولینا بود. اگرچه آنان در اصل رومن کاتولیک لهستانی بودند و ریشه‌های آنان به شهر ویلکا می‌رسید، اما اجدادشان اهل سیبری بودند. استعداد او بعد از درس‌های پیانو که از مادرش فرا می‌گرفت در سن نه سالگی آشکار شد. او در نواختن پیانو و آهنگسازی در کودکی نابغه‌ای کوچک بود.
شوستاکُویچ در سال ۱۹۱۸ مارش عزا را برای دو تن از سران حزب دموکرات که توسط بلشویک به قتل رسانیده شده بودند نوشت. در سال ۱۹۱۹ در سن ۱۳ سالگی از کنسرواتوار سن پترزبورگ پذیرفته شد و نزد موسیقیدانان بنامی آموزش دید.
در سال ۱۹۳۲ با نینا وارزار ازدواج کرد که حاصل آن دو فرزند بود و با آنکه در سال ۱۹۳۵ از هم جدا شدند اما خیلی زود باز به هم پیوستند. او همواره در ازدواج اول خود با نینا وارزار تا مرگ وارزار در سال ۱۹۵۴ باقی‌ماند. ازدواج دوم او در سال ۱۹۵۶ با مارگریتا کاینوفا عضو گروه جوانان کمونیست روسیه بود، آنان سه سال بعد از هم جدا شدند.
شوستاکُویچ بر اثر سرطان ریه در ۹ اوت ۱۹۷۵ در سن ۶۸ سالگی در مسکو درگذشت و در گورستان نووُدِویچی به خاک سپرده شد.

## موسیقی

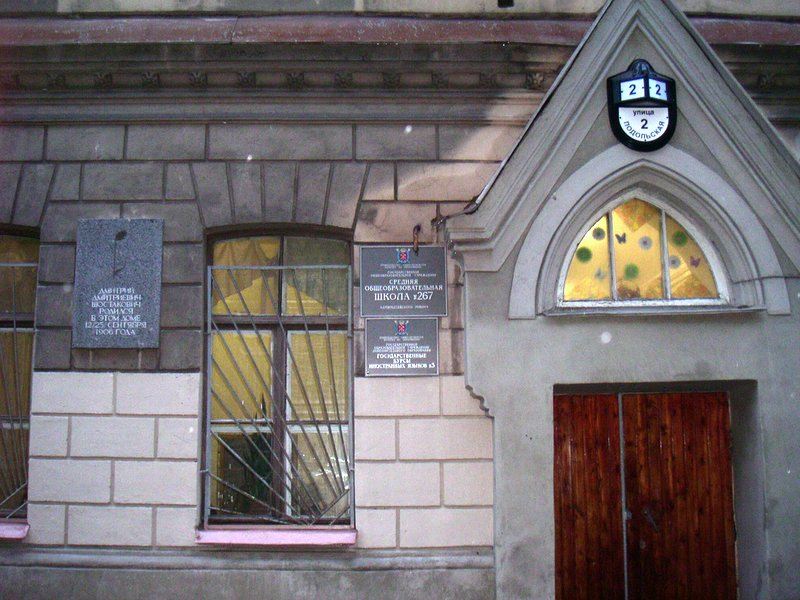
محل تولد شوستاکُویچ که اکنون مدرسه است.

شوستاکُویچ با تأثیر از موسیقیدانانی همچون، پروکفیف و استراوینسکی، شیوه ترکیبی را توسعه بخشید. اولین موفقیت رسمی وی «سمفونی شماره ۱» بود که آن را برای پایان‌نامه‌اش در سن ۱۹ و در سال ۱۹۲۶ اجرا شد.
در سال ۱۹۲۷ برونو والتر رهبر ارکستر آلمانی سمفونی شماره ۱ را در برلین به اجرا گذارد و شوستاکُویچ جوان را به شهرت جهانی رساند.
شوستاکُویچ سمفونی شماره ۲ را به سفارش حزب و دولت اتحاد شوروی و به مناسبت دهمین سالگرد «انقلاب سوسیالیستی اکتبر» تصنیف کرد و آن را «به اکتبر» نامید. این اثر از بداعتهای نخستین سمفونی او تهی است.
در سال ۱۹۳۰ آغاز کار روی اپرایی تازه به نام لیدی مکبثِ ناحیهٔ متزنسک را آغاز کرد. اپرای «لیدی مکبث» در لنینگراد و مسکو به روی صحنه رفت و تا سال ۱۹۳۶ بارها با موفقیت اجرا شد. در این میان استالین قدرت خود را در حزب و دولت تحکیم بخشیده، پیگرد و سرکوب مخالفان را آغاز کرده بود. در سراسر کشور روشنفکران و هنرمندان نخستین قربانیان ماشین ترور بودند.
شوستاکُویچ پس از اعتراض مأموران حزبی به «لیدی مکبث»، سمفونی پنجم را منتشر کرد که از مهم‌ترین کارهای او به‌شمار می‌رود.
اولین سمفونی او که ترکیبی از سبک آکادمی و مدرسی بود و اپرایش به نام «بینی» را می‌توان به عنوان ناسازگارترین اثر مدرن او بر روی صحنه نام برد. گروو، از سمفونی چهارم او به عنوان ترکیبی عظیم از پیشرفت موسیقی شوستاکُویچ یاد کرده‌است. همچنین این سمفونی اولین اثری بود که تأثیر گوستاو مالر در آن وجود دارد. آثار اپرایی او بیشتر با مضمونهای عشق، مرگ و هنر همراه بودند.
اوج شهرت او در زمان جنگ جهانی دوم و بخاطر اثر معروفش سمفونی هفتم یا «سمفونی لنینگراد» بود.
مشهورترین آثارش ۱۵ سمفونی و ۱۵ کوارتت زهی است.

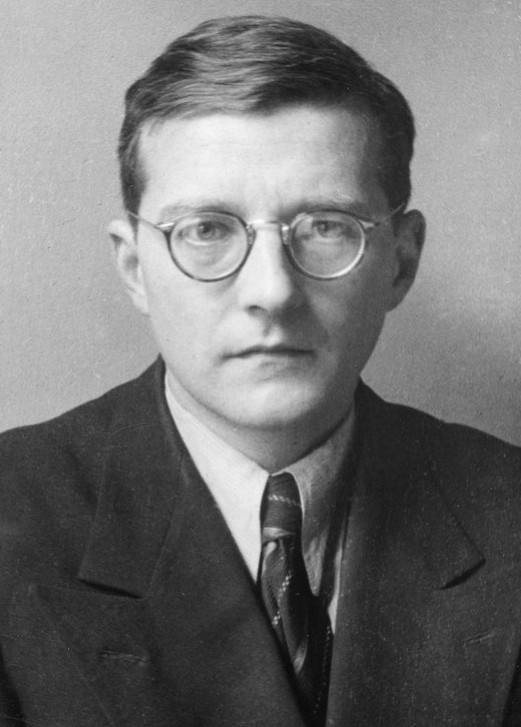
در سال ۱۹۴۲

از ساخته‌های مردم پسند شوستاکُویچ والس شماره ۲ است. این اثر شهرت فراوانی برای او آورد. در سال ۱۹۹۹ استنلی کوبریک در واپسین فیلم اش به نام چشمان کاملاً بسته از این والس استفاده کرد.دمیتری شوستاکُویچ رویداد وحشتناک قتل‌عام مردم را در ۱۹۰۵ توسط تزار در سمفونی ۱۱ خود به قدرتمندترین و هیجان‌انگیزترین شکلی با موسیقی به تصویر کشید.

## برخورد حکومت با هنرمندان
در ژانویه ۱۹۳۶ نقدی جنجال‌برانگیز در روزنامه پراودا، ارگان رسمی حزب کمونیست با تیتر: «هیاهو به جای موسیقی» منتشر شد. این مقاله را یا شخص استالین نوشته یا متن آن را به یکی از ایادی خود دیکته کرده بود. شوستاکُویچ متهم شده بود که به جای «بازتاب احساسات خلق قهرمان شوروی» هنر خود را در خدمت «دشمنان طبقاتی» قرار داده‌است. اپرای درخشان «لیدی مکبث» سانسور و سپس توقیف شد و دیگر تا سال۱۹۶۱ اجرا نشد.
استالین در سال ۱۹۴۸ شروع به حذف و پاکسازی آهنگسازان کرد. استالین به کمیسرهایش دستور داد موسیقی «واقع‌گرایی سوسیالیستی» را به آهنگسازان تحمیل کنند و هر کس را که ایده دیگری دارد، به راحتی کنار بگذارند. او همچنین گزارش داد که مردم «در سراسر اتحاد جماهیر شوروی» به اتفاق آرا، به اصطلاح فرمالیست‌ها را محکوم کردند و خواستند با تمام کسانی که نامشان در لیست سیاه بوده‌است مانند وطن فروشان رفتار شود؛ «سمفونیهای روشنفکرمآب دیگر کافی است! با دستورهای روشن و صریح حزب، تمام مانیفست‌های فرمالیستها را متوقف خواهیم کرد». زمان تشکیل نخستین کنگره انجمن آهنگسازان، فهرست کاملی از آهنگسازان «ضد مردم» تهیه کرد. نخستین «ضدسوسیالیست‌ها» شوستاکُویچ، پروکفیف، خاچاتوریان و مایاکوفسکی بودند. شوستاکُویچ را بیشتر از همه به خاطر اپرای «لیدی مکبث» آزار دادند.
شرحی از زندگی او به خصوص پس از آنکه به خاطر اپرای «لیدی مکبث» مورد خشم هیئت حاکمه قرار گرفت و علیه اپرا نقدی در پراودا چاپ شد، در کتاب «هیاهوی زمان» آمده‌است.
بسیاری از آثار او یا هرگز اجرا نشدند یا تنها پس از مرگ ‌‌استالینیسم به اجرا درآمدند.

## برخی از آثار

تمبر یادبود دمیتری شوستاکُویچ - انتشار در سال ۱۹۷۶ - روسیه

- پانزده سمفونی
- پانزده کوارتت زهی
- دو سونات پیانو
- اوورتور
- دو تریوی پیانو
- کوینتت پیانو و ۲۴ پرلود و فوگ
- دو اپرا
- شش کنسرتو
- موسیقی چند فیلم معتبر

## یادبود
در سپتامبر ۲۰۰۶ به مناسبت صدمین سال تولدش در برخی از کشورها مراسم و کنسرت‌هایی به یاد او برگزار شد، از جمله مستیسلاو راستروپویچ که سمفونی هشتم او را در مسکو اجرا کرد.